# Lee Oskar
Lee Oskar (Koppenhága, 1948. március 24. –) dán szájharmonikás.
Együttesével (War) jelentősen hozzájárult a fúziós rock-funky harmonika-hangzásához együttműködve a Howard E. Scott és Harold Brown szájharmonika gyártó céggel.

## Pályakép
Olyan vidékről származom, ahol minden házban volt egy szájharmonika.
Mindenféle zenét hallgatott a dán rádióban, és leginkább Ray Charles ragadta meg. 18 éves korában New Yorkba költözött. Egy szál szájharmonika volt a zsebében, pénz meg semennyi. Az utcán kezdett harmonikázni. Aztán összefogott Eric Burdonnel, aki akkoriban feloszlatta föl a The Animalst. Burdon beleegyezett abba, hogy ő, Oskar és Charles Miller szaxofonos együtt kezdjenek új életet.
Oskar szájharmonikája pedig nélkülözhetetlenné vált a War együttesben. Ez az együttműködés 24 éven át kitartott, amikor is Oskar szólókarrierbe fogott, amellett a Lee Oskar Harmonica gyártása került élete középpontjába.

## Lemezek

### Szólólemezek
- 1976 Lee Oskar (Rhino)
- 1978 Before the Rain Avenue (Rhino)
- 1980 My Road, Our Road Avenue (Rhino)
- 1981 Free Avenue (Rhino)
- 1996 Those Sunny Days (Tokuma Records)
- 1997 Live at the Pitt Inn (Rhino)
- 1997 So Much in Love (Zebra Records)
- 2002 Sublimation PJL Records (Japan)

### War
- 1970 Eric Burdon Declares "War" Eric Burdon & War
- 1971 All Day Music War
- 1971 Black-Man's Burdon Eric Burdon & War
- 1971 Guilty Eric Burdon
- 1971 War War
- 1972 World Is a Ghetto War
- 1973 Deliver the Word War
- 1973 War Live War
- 1974 Live War
- 1975 Why Can't We Be Friends? War
- 1976 Greatest Hits War
- 1978 Youngblood War
- 1982 Outlaw War
- 1994 Anthology (1970–1994) War
- 1994 Peace Sign War